# Ferlens
Ferlens är en ort i kommunen Jorat-Mézières i kantonen Vaud i Schweiz. Den ligger cirka 14 kilometer nordost om Lausanne. Orten har 390 invånare (2021).
Orten var före den 1 juli 2016 en egen kommun, men slogs då samman med kommunerna Carrouge och Mézières till den nya kommunen Jorat-Mézières.